# Маргирис

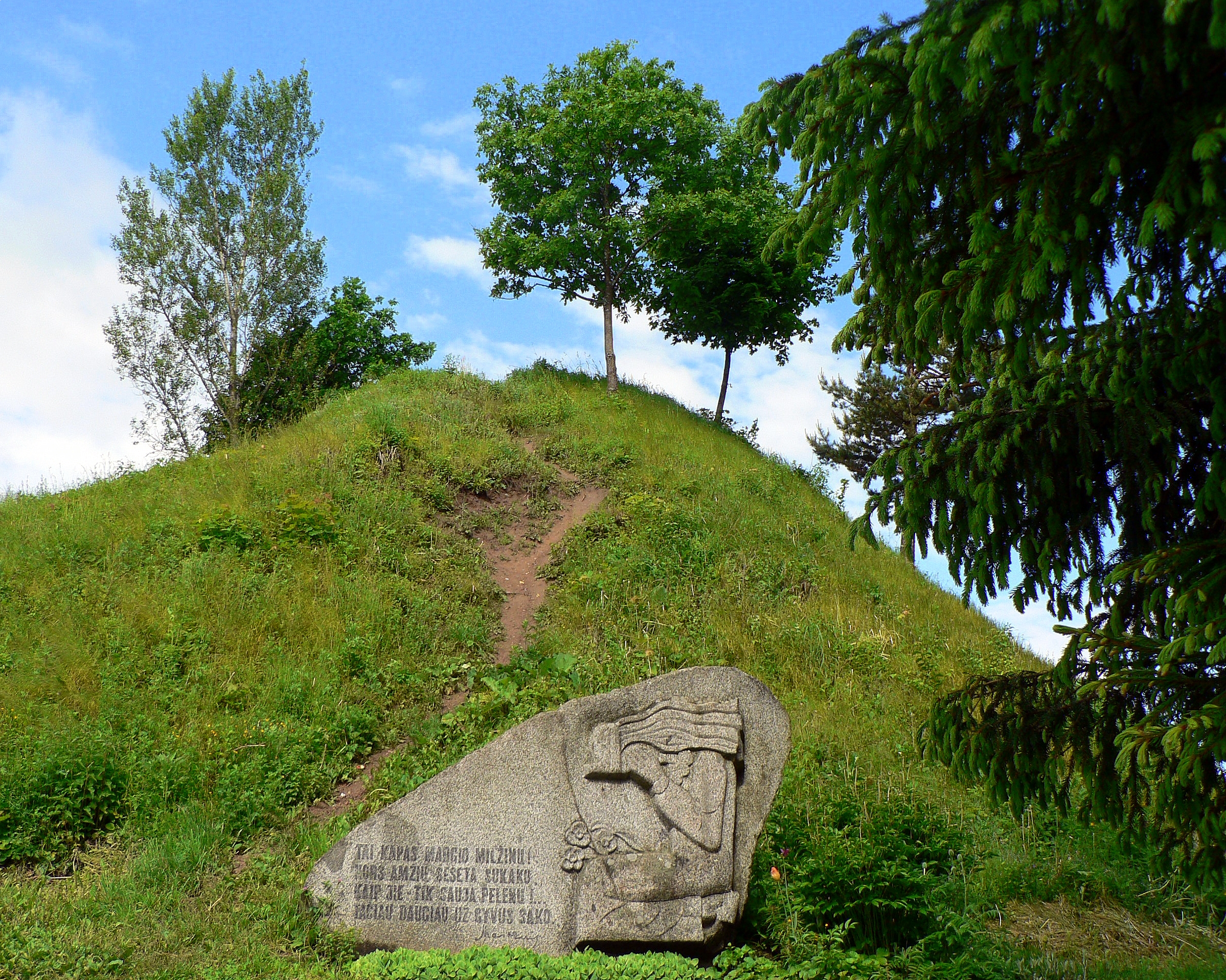
Холм Маргириса в Пуня (Литва), традиционное место расположения замка Пиленай.

Маргирис (лит. Margiris) или Маргис (лит. Margis; ум. 25 февраля 1336) — средневековый литовский (жемайтийский) князь, описанный немецким историком XVI века Каспаром Шютцем со ссылкой на тевтонского хрониста Виганда Марбургского как героический защитник крепости Пиленай в 1336 году. Не сумев защитить крепость от тевтонцев, Маргирис и другие обороняющиеся решили совершить массовое самоубийство и сжечь замок, лишить врага таким образом какой-либо добычи. Этот эпизод из истории тевтонско-литовских войн был популяризирован во время подъёма романтического национализма в XIX веке, и Маргирис приобрёл в Литве славу национального героя.

## Биография
О жизни Маргириса сохранилось очень мало сведений. В первичных письменных источниках он упоминается только дважды: в 1329 году под именем Маргалиса в «Зерцалах историй» (Ly myreur des histors) нидерландского хрониста Жана д’Утремёза и как Маргер в труде Historia Rerum Prussicarum Каспара Шютца.

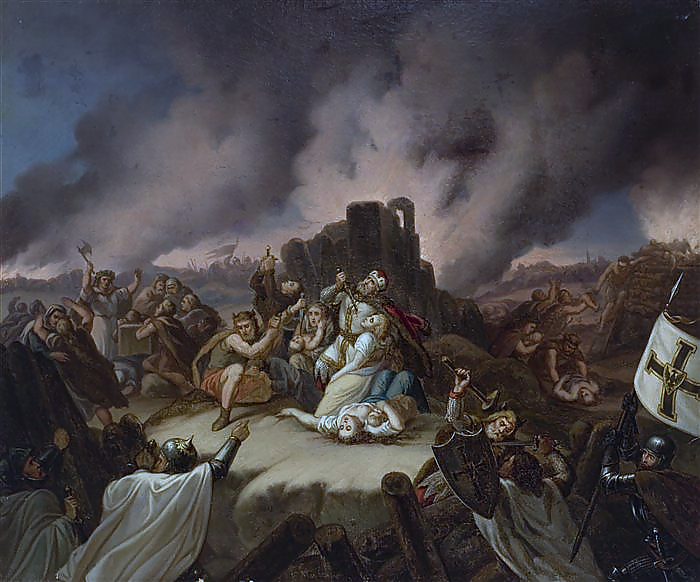
Князь Маргирис, защищающий Пиленай от тевтонцев. Картина Майерановский, Владислав (1817—1874)

В начале 1329 года чешский король Иоанн Люксембургский присоединился к тевтонскому крестовому походу против Литвы и захватил крепость Медвегалис. Во время этого похода Маргирис вызвал короля Иоанна на дуэль. Этот случай вкратце упоминается в нескольких современных ему хрониках, в том числе работах Франциска Пражского и Петра Житавского, но подробно был описан только в труде Жана д’Утремёза. Нарушившему правила дуэли Маргирису пришлось платить выкуп. Он рассчитался монетами, отчеканенными Людовиком IV, императором Священной Римской империи, которые, скорее всего, были украдены во время литовского набега на Бранденбург в 1326 году. Жан д’Утремёз далее кратко пишет о сыне Маргириса, который уехал во Францию и женился на графине Клермонской. На основании этих сведений литовский историк Альвидас Никжентайтис сделал вывод, что Маргирис занимал высокое положение в литовском обществе, иначе чешский король не принял бы его за равного себе и отказался бы от дуэли с ним. Кроме того, в противном случае Маргирис не получал бы доли при делёжке военных трофеев. Никжентайтис также выдвинул предположение, что Маргирис мог быть сыном Бутвидаса и братом Гедиминаса, великого князя литовского. Однако другие историки отмечали, что произведение д’Утремеза больше похоже на произведение художественной литературы, чем на исторически достоверную хронику, и высказывали сомнения в том, что этот Маргалис идентичен Маргирису.
В феврале 1336 года Тевтонский орден организовал очередной крупный поход в Литву. В их войско входили Людвиг V, маркграф Бранденбурга, графы Хеннебергский и Намюрский, а также другие дворяне из Франции и Австрии. Всего, по данным Виганда Марбургского, в походе участвовало 200 дворян. Согласно Der Chronist von Wolfenbüttel, другой немецкой хронике, их армия насчитывала около 6 тысяч воинов. Это войско атаковало крепость Пиленай (её местонахождение не установлено). Виганд Марбургский упоминает, что в крепости проживало 4 тысячи человек. Они попытались организовать оборону, но силы тевтонцев были слишком велики. Потеряв всякую надежду, защитники Пиленая решили сжечь своё имущество и совершить массовое самоубийство. Виганд рассказывает в своей хронике о литовском князе (его имя опущено в сохранившемся латинском переводе этого документа), который продолжал сопротивляться до конца. В итоге он убил свою жену и своих верных охранников. Каспар Шютц, использовавший первоисточник Вигунда, приукрасив обстоятельства битвы, добавив больше драматических и героических деталей. Он указал имя князя (Маргер или Маргирис) и тот факт, что он покончил с собой. Маргирис и героическая история об его отчаянной защите и самопожертвовании стали популярными, послужив источником вдохновения для создания произведений искусства и литературы. Так, в 1855 году польский поэт Владислав Сырокомля написал эпическую поэму «Маргер», в 1882 году Юзеф Игнацы Крашевский издал роман «Кунигас».  Маргирис приобрёл славу национального героя в Литве.